# Allocosa iturianella
Allocosa iturianella este o specie de păianjeni din genul Allocosa, familia Lycosidae, descrisă de Roewer, 1959. Conform Catalogue of Life specia Allocosa iturianella nu are subspecii cunoscute.